# Contea di Saline (Nebraska)
La contea di Saline (in inglese Saline County) è una contea dello Stato del Nebraska, negli Stati Uniti. La popolazione al censimento del 2000 era di 13 843 abitanti. Il capoluogo di contea è Wilber.